# سودهانشو باندي
سودهانشو باندي (بالهندية: सुधांशु पांडेय)‏ هو راقص وعارض أزياء وعارض ومغني وممثل هندي، ولد في 22 أغسطس 1974 بأتر برديش في الهند. بدأ مشواره المهني سنة 1993.

## أعمال

### أفلام
- (2017) 2.0

## وصلات خارجية
- سودهانشو باندي على موقع IMDb (الإنجليزية)
- سودهانشو باندي على موقع ميوزك برينز (الإنجليزية)
- سودهانشو باندي على موقع قاعدة بيانات الفيلم (الإنجليزية)